# Gambit (schack)
Den här artikeln använder algebraisk schacknotation för att beskriva schackdragen.

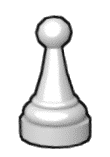
Schackpjäsen bonde, en vanlig pjäs att offra.

Gambit, från italienskans gambetto är en schacköppning där en spelare (vanligtvis vit, eftersom denne börjar spelet med ett mer tempo) offrar material (ofta en bonde) för att uppnå en fördelaktig ställning. Fördelen består ofta av ett utvecklingsförsprång som ger initiativet i partiet. Vanliga exempel på gambitöppningar är damgambit och kungsgambit.
Den andra spelaren (vanligtvis svart) kan välja att anta gambiten (det vill säga att ta bonden) eller att avböja den. Undantagsvis bemöts offret med ett motoffer som i Falkbeers motgambit. 
Många gambitar är ”sunda” och ger en reell kompensation för bonden medan andra är mera av ruffelkaraktär för att komplicera spelet.

## Etymologi
Ordet gambit (plural: gambitar), som funnits i svensk skrift sedan 1839, kommer från franskans gambit och italienskans gambitto. Det härrör troligen ursprungligen från det italienska uttrycket dare il gambetto (att sätta fram benet för att fälla någon). Det användes som en benämning på schacköppningar år 1561 av den spanske prästen Rúy López de Segura.

## Exempel på gambitar
- Kungsgambit (1.e4 e5 2.f4)
- Falkbeers motgambit (1.e4 e5 2.f4 d5)
- Lettisk gambit (1. e4 e5 2.Sf3 f5)
- Elefantgambit (1.e4 e5 2.Sf3 d5)
- Nordisk gambit (1.e4 e5 2.d4 exd4 3.c3)

- Damgambit (1.d4 d5 2.c4)
- Albins motgambit (1.d4 d5 2.c4 e5)
- Englundgambit (1.d4 e5)
- Budapestgambit (1.d4 Sf6 2.c4 e5)
- Blackmargambit (1.d4 d5 2.e4)
- Blackmar-Diemergambit (1.d4 d5 2.Sc3 Sf6 3.e4)

- I spanskt parti:
  - Marshallangreppet (1.e4 e5 2.Sf3 Sc6 3.Lb5 a6 4.La4 Sf6 5.0–0 Le7 6.Te1 b5 7.Lb3 0–0 8.c3 d5)
  - Jänischgambit (1.e4 e5 2.Sf3 Sc6 3.Lb5 f5)
  - Spansk centrumgambit (1.e4 e5 2.Sf3 Sc6 3.Lb5 a6 4.La4 Sf6 5.d4)

- I italienskt parti:
  - Italiensk gambit (1.e4 e5 2.Sf3 Sc6 3.Lc4 Lc5 4.d4)
  - Evansgambit (1.e4 e5 2.Sf3 Sc6 3.Lc4 Lc5 4.b4)
  - Möllerangreppet (1.e4 e5 2.Sf3 Sc6 3.Lc4 Lc5 4.c3 Sf6 5.d4 exd4 6.cxd4 Lb4+ 7.Sc3 Sxe4 8.0-0 Lxc3 9.d5)

- I preussiskt parti:
  - Huvudvarianten (1.e4 e5 2.Sf3 Sc6 3.Lc4 Sf6 4.Sg5 d5 5.exd5 Sa5)
  - Fegatellovarianten (1.e4 e5 2.Sf3 Sc6 3.Lc4 Sf6 4.Sg5 d5 5.exd5 Sxd5 6.Sxf7 Kxf7)

- I skotskt parti:
  - Skotsk gambit (1.e4 e5 2.Sf3 Sc6 3.d4 exd4 4.Lc4)
  - Göringgambit (1.e4 e5 2.Sf3 Sc6 3.d4 exd4 4.c3)

- I fyrspringarspel:
  - Belgradgambit (1.e4 e5 2.Sf3 Sc6 3.Sc3 Sf6 4.d4 exd4 5.Sd5)

- I ryskt parti:
  - Cochranegambit (1.e4 e5 2.Sf3 Sf6 3.Sxe5 d6 4.Sxf7)
  - Boden–Kieseritzky-gambit (1.e4 e5 2.Sf3 Sf6 3.Lc4 Sxe4 4.Sc3)
  - Urusovgambit (1.e4 e5 2.Sf3 Sf6 3.d4 exd4 4.Lc4)

- I sicilianskt parti:
  - Morragambit (1.e4 c5 2.d4 cxd4 3.c3)
  - Flygelgambit (1.e4 c5 2.b4)

- I halvslaviskt parti:
  - Sjirov–Sjabalovgambit (1.d4 d5 2.c4 c6 3.Sf3 Sf6 4. Sc3 e6 5.e3 Sbd7 6.Dc2 Ld6 7.g4)
  - Anti-Moskvavarianten (1.d4 d5 2.c4 c6 3.Sf3 Sf6 4. Sc3 e6 5.Lg5 h6 6.Lh4 dxc4 7.e4 g5 8.Lg3)
  - Marshallgambit (1.d4 d5 2.c4 e6 3.Sc3 c6 4.e4 dxe4 5.Sxe4 Lb4+ 6.Ld2)

- I Grünfeldindiskt försvar:
  - Grünfeldgambit (1.d4 Sf6 2.c4 g6 3.Sc3 d5 4.Lf4 Lg7 5.e3 0-0)

- I Benoniförsvaret:
  - Benkögambit (1.d4 Sf6 2.c4 c5 3. d5 b5)
  - Blumenfeldgambit (1.d4 Sf6 2.c4 e6 3.Sf3 c5 4.d5 b5)

- I holländskt parti:
  - Stauntongambit (1.d4 f5 2.e4)

- I Birds öppning:
  - Froms gambit (1.f4 e5)